# Кей Лорелл
Кей Лорелл (англ. Kay Laurell; 28 июня 1890—31 января 1927) — американская актриса немого кино, театра и модель.

## Биография
Родилась под именем Рут Лесли в Эри, в штате Пенсильвания в 1890 году (по другим данным в 1894). Начала свою карьеру в 1914 году, участвуя в серии театральных постановок «Безумства Зигфелда», в которых участвовала вплоть до 1918 года. За это время пыталась подражать другим актрисам «Безумства Зигфелда»: Фанни Брайс, Мэрион Дэвис и Руби Килер.
В 1919 году дебютировала в кино, снявшись в фильме «Бренд» вместе с Расселом Симпсоном. Позже в том же году она снялась во второстепенной роли в фильме «Долина гигантов» с Ридом Уоллесом. В 1921 году Лорелл снялась в фильме «Любовное сердце» и после этого вновь вернулась в театр. С 1924 по 1925 сыграла в постановках «Карантин» и «Ноктюрн».
Позже, когда карьера пошла на убыль, она переехала в Европу и обосновалась в Великобритании.

## Личная жизнь
В 1916 году вышла замуж за Уинфилда Шихэна. В июле 1917 года они расстались, но официально никогда не были разведены. Позже Шихэн стал вице-президентом и генеральным директором компании 20th Century Fox.
Позже начала отношения с сыном бизнесмена Джозефа Бойля. В 1926 году Кей забеременела.
Скончалась в феврале 1927 года в Лондоне, во время родов своего единственного ребёнка. Ей было 36 лет. Её сын Джозеф К. Бойл выжил.

## Театр
| Дата                             | Постановка              | Роль            |
| -------------------------------- | ----------------------- | --------------- |
| 1 июня — 5 сентября 1914         | Безумства Зигфелда 1914 | Выступление     |
| 21 июня — 13 сентября 1915       | Безумства Зигфелда 1915 | Выступление     |
| 18 июня 1918 — дата неизвестна   | Безумства Зигфелда 1918 | Выступление     |
| 16 декабря 1924 — 27 апреля 1925 | Карантин                | Памела Джозефс  |
| Февраль 1925                     | Ноктюрн                 | Дженни Бланчард |

## Фильмография
| Год  | Название        | Роль           | Примечания |
| ---- | --------------- | -------------- | ---------- |
| 1919 | Бренд           | Элис Эндрюс    |            |
| 1919 | Долина гигантов | Мойра Мактавиш |            |
| 1921 | Любовное сердце |                |            |